# Gene Kelly
Eugene Curran "Gene" Kelly, född 23 augusti 1912 i Pittsburgh i Pennsylvania, död 2 februari 1996 i Beverly Hills i Los Angeles, var en amerikansk dansare, skådespelare, sångare, filmregissör, producent och koreograf. Kelly är främst känd för sina insatser i filmer som En amerikan i Paris (1951), Säg det med sång (1945) — för vilken han nominerades till en Oscar för bästa manliga huvudroll — och Singin' in the Rain (1952). Han spelade huvudroller i musikalfilmer fram tills att de ansågs omoderna i slutet av 1950-talet.
Kelly spelade huvudroller, koreograferade och/eller regisserade några av de mest ansedda musikalfilmerna från 1940-talet och 1950-talet; debuterade gjorde han med Judy Garland i Min flicka i vapenrock (1942), som följdes av Mitt majestät kung Ludde (1943), Soldatflamman (1943), Piraten (1948), New York dansar (1949) och Alltid vackert väder (1955) med flera. Under den senare delen av Kellys karriär spelade han i två filmer utanför musikalgenren: Vad vinden sår (1960) och Drömbrud för sex (1964). Under hela sin karriär regisserade Gene Kelly också filmer (vilka han ibland spelade huvudrollen i), mest noterbar av dessa är Hello Dolly från 1969, vilken blev nominerad till en Oscar för bästa film.

## Biografi
Gene Kelly dansade sedan barndomen, alla fem syskonen gick på dansskola tillsammans. Hans familj öppnade en dansskola 1924. Gene försörjde sig under sin studietid bland annat som danslärare och som serviceman på en bensinmack. Han studerade på universitetet University of Pittsburgh där han började läsa ekonomi 1931, tog examen 1933 och övergick till att läsa juridik till 1938. På universitetet blev han medlem i studentklubben Phi Kappa Theta. 
Under tiden Gene Kelly gick på universitetet uppträdde han som lärare och dansare i sin familjs dansskola och på olika evenemang i dansskolans regi, tillsammans med sin bror, Fred, under benämningen "Kelly Brothers" . 1938 debuterade han i revybaletten Leave It to Me på Broadway. Två år senare hade han avancerat till att koreografera flera framgångsrika musikaler på Broadway.
Kelly var gift först med Betsy Blair. De fick ett barn, Kerry, och skildes 1957. Gene Kelly gifte sig 1960 andra gången med den elva år yngre skådespelaren Jeanne Coyne, född 1923. Tillsammans hade de två barn, Timothy Kelly och Bridget Kelly. De var gifta fram till hennes död 1973. Tolv år senare gifte Kelly om sig med Patricia Ward, ett äktenskap som varade resten av hans liv.

### Filmer och utmärkelser
Han gjorde filmdebut mot Judy Garland i Min flicka i vapenrock (1942). Med sin dans och sina artistiskt medvetna musikalfilmer revolutionerade han filmmusikalen och gav dem fräschhet och vitalitet.
Han nominerades för en Oscar som bästa skådespelare 1945 för sin roll i filmen Säg det med sång. 1951 erhöll han en special-Oscar.
Sin sista filmroll gjorde han i musikalen Xanadu (1980). Därefter spelade han ett par roller i TV-serier.

## Filmografi (i urval)

### Som skådespelare
- 1942 – Min flicka i vapenrock
- 1943 – Mitt majestät kung Ludde
- 1943 – Soldatflamman
- 1944 – Omslagsflickan
- 1945 – Säg det med sång
- 1945 – Ziegfeld Follies
- 1948 – Piraten
- 1948 – De tre musketörerna
- 1949 – 9 man och en flicka
- 1949 – New York dansar
- 1950 – Upp med ridån
- 1951 – En amerikan i Paris
- 1952 – Singin' in the Rain
- 1954 – Brigadoon
- 1954 – Av hela mitt hjärta
- 1955 – Alltid vackert väder
- 1957 – Les Girls
- 1960 – Vad vinden sår
- 1960 – Låt oss älska (cameo, ej krediterad)
- 1963 – Drömbrud för sex
- 1967 – Flickorna i Rochefort
- 1967 – Guide för gifta män (berättarröst, ej krediterad)
- 1973 – 40 karat
- 1974 – That's Entertainment!
- 1976 – Hollywood, Hollywood!
- 1977 – Viva Knievel!
- 1980 – Xanadu
- 1985 – Nord och Syd (TV-serie) (sex avsnitt)
- 1994 – That's Entertainment! III

### Som regissör
- 1949 – New York dansar
- 1952 – Singin' in the Rain
- 1955 – Alltid vackert väder
- 1956 – Drömmarnas dans
- 1957 – Vi rymmer till Paris
- 1958 – Kärlekstunneln
- 1962 – Olycksfågeln Gigot
- 1967 – Guide för gifta män
- 1967 – Jack and the Beanstalk (TV-film)
- 1969 – Hello Dolly
- 1970 – Duellen i Cheyenne
- 1976 – Hollywood, Hollywood!